# ヘンリク・シュミーゲロー
ヘンリク・シュミーゲロー （Henrik Schmiegelow、 1941年1月29日 - ）は、ドイツ出身の官僚、外交官、法学者。

## 来歴
1941年1月29日にロストック（現：メクレンブルク＝フォアポンメルン州）にて生まれる。1961年から1967年までのあいだにマールブルク、ハンブルク、スイスジュネーヴの各都市の大学で法学を専攻し、1968年から翌69年までフランス、パリ国立行政学院にて経済学と行政学を専門に学ぶ。1970年にアメリカ、ヴァージニア大学に入学、政治学、法律学および経済学を専攻し、1973年に同大学ロースクールにて法律学修士号（LLM）を取得した。
大学で法学などを学ぶ中、1962年から72年までの10年間、ハンブルク州高等裁判所にて司法修習に取り組む。1972年西ドイツ外務省に入省し、上級職研修を受ける。1980年に総務局人事課法務担当官、1987年、中米・カリブ課課長代理、1991年から1996年の間には連邦大統領府で企画室長や外務局局長などの職責を果たす。この外務局局長時代に、ブレーメン大学を拠点としたモンゴルにおけるドイツ法の法整備支援の企画立案に携わった。
在外ドイツ大使館勤務はスリランカ、アメリカ合衆国、日本など三カ国にわたる。日本においては、経済担当一等書記官として1974年から1977年までの3年を在東京西ドイツ大使館に駐留し、2001年12月22日、ウーヴェ・ケストナーに代わり駐日本ドイツ連邦共和国特命全権大使に任命され、同年7月26日、皇居にて信任状を捧呈した。日本駐留中は、外交官として紛争地におけるドイツ連邦軍の活動の説明や、法学者として途上国などへの法整備支援の推進をおこなってきた。2006年7月、ハンス＝ヨアヒム・デアに大使の役職を引き継ぎ、離任。

## 人物
- 既婚者。妻、ミシェル・シュミーゲローとのあいだに、男の子二人をもうけた。
- 日本研究家の妻と共に「日本の教訓―戦略的プラグマティズムの成功」を著し、1992年に第八回大平正芳記念賞を受賞した[1]。